# The Messthetics
The Messthetics — інструментальне тріо, яке утворили колишні учасники гурту Fugazi, басист Джо Леллі та барабанщик Brendan Canty, до яких приєднався гітарист Anthony Pirog. Їхня музика була описана як jazz-punk-jam.

## Історія
Джо Леллі мешкав у Римі і після повернення до Вашингтона, він зв’язався з Brendan Canty та виконав для нього кілька своїх сольних робіт. Brendan Canty раніше був вражений грою гітариста Anthony Pirog і запропонував йому приєднатися до них. Був створений гурт The Messthetics. Під час репетицій Anthony Pirog запропонував, щоб Джо Леллі та Brendan Canty приєдналися до його проекту з John Zorn's на студії Tzadik Records. Але вони так і не зробили запис на студії Tzadik Records, оскільки на їхньому першому концерті Ян Маккей був настільки вражений, що запропонував їм запис на студії Dischord Records.
Перший альбом гурту під однойменною назвою The Messthetics був випущений на студії Dischord у 2018 році. Він був записаний наживо в кімнаті для звукозаписів, яку надав Brendan Canty.
6 вересня 2019 року на студії Dischord Records був випущений наступний альбом, Anthropocosmic Nest. Альбом був включений у рейтинг Bandcamp «Найкращий панк на Bandcamp» за вересень 2019 року.

## Дискографія
- The Messthetics (2018, Dischord);
- Anthropocosmic Nest (2019, Dischord).